# Het eindeloos experiment
Het eindeloos experiment is het vijfde stripalbum uit de stripreeks Jeremiah. Het album is geschreven en getekend door Hermann Huppen. Van dit album verschenen tot nu toe vijf drukken, bij uitgeverij Novedi in 1981, 1983, en 1986, en bij uitgeverij Dupuis in de collectie Spotlight in 1993 en 2003.

## Inhoud
Kurdy krijgt bezoek van een oude kennis, Stonebridge, vergezeld door een lieftallige meid. Stonebridge biedt hem een goed betaalde baan aan in een gezondheidscentrum. Kurdy vertrekt zonder Jeremiah en arriveert in een exclusieve privé-kliniek. Hier worden geen zieken verpleegd, maar ondergaan oude mensen een verjongingskuur. Nietsvermoedend wordt Kurdy heimelijk opgesloten en fungeert als proefpersoon. Zijn levenskracht wordt hem ontnomen volgens een ingenieuze procedure bedacht door de professor van de kliniek. Stonebridge is een van zijn mensenhandelaars. 